# (55565) Aya

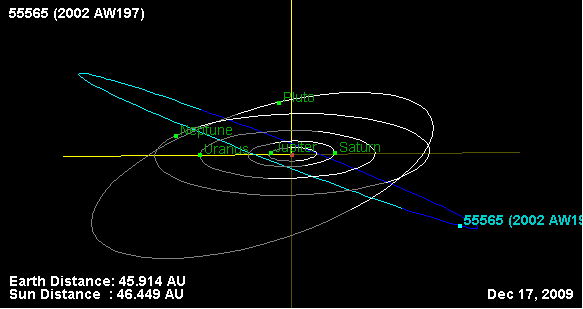
Orbite de (55565) 2002 AW197

(55565) Aya est un objet transneptunien. Découvert en 2002 par une équipe menée par Michael E. Brown, il s'agit d'un cubewano. Les observations des émissions thermiques par le télescope spatial Spitzer ont permis une bonne estimation de la taille 700 ± 50 km.